# Lotte Tarp
Lotte Tarp (* 14. Februar 1945 in Aarhus; † 24. Oktober 2002 in Kopenhagen; eigentlich Ann-Charlotte Tarp; ursprünglich Ann-Charlotte Rising) war eine dänische Schauspielerin.

## Werdegang
Lotte Tarp war die Tochter der dänischen Maskenbildnerin Aase Gyrithe Rising (1922–1995) und eines deutschen Besatzungssoldaten, den sie erst im Erwachsenenalter kennengelernt hatte. Ihr Stiefvater war der Komponist Svend Erik Tarp. Bereits mit 16 Jahren gab sie ihr Schauspieldebüt. 1964 besuchte sie ein halbes Jahr die Schauspielschule des Kopenhagener Privattheaters (Privatteaters elevskole) und wurde anschließend ein Jahr lang von dem Schauspieler und Theaterleiter Stig Lommer ausgebildet. Im Sommer 1965 brachte sie der Fotograf Werner Bokelberg für eine Fotostrecke mit Salvador Dalí auf dessen Anwesen in Port Lligat, daraufhin verehrte Dalí sie als seine Muse Ginesta Ophelia.
Zu Beginn ihrer Karriere spielte sie zumeist leichte, unterhaltende Rollen. So war sie 1968 als Aktmodell Ulla in Die Olsenbande (dem ersten Film der 14-teiligen Reihe) zu sehen. In den 1970er-Jahren begann sie – vor allem durch ihre Zusammenarbeit mit dem Schriftsteller und Regisseur Henrik Stangerup, mit dem sie von 1967 bis 1976 verheiratet war und den Sohn Jacob hatte – auch im ernsthaften Rollenfach Fuß zu fassen. 1972 erhielt sie eine Bodil als beste Hauptdarstellerin in Farlige kys.
In ihren späteren Jahren konzentrierte sich Lotte Tarp mehr auf das Schreiben von Büchern, Theaterstücken und Drehbüchern, so verfasste sie unter anderem in den 1980er-Jahren das Schauspiel Amagertorv 4. Von 1990 bis 1992 absolvierte sie eine Ausbildung zur Drehbuchautorin an der Dänischen Filmhochschule. Ihre Abschlussarbeit war dabei das Drehbuch zum Fernsehfilm Længe leve friheden (1993). Im Jahr 1997 heiratete sie den Jazzmusiker Niels Jørgen Steen. Im gleichen Jahr veröffentlichte sie ihre Autobiografie Det skulle nødig hedde sig. 
Lotte Tarp starb im Alter von 57 Jahren an einer Krebserkrankung. Sie wurde auf dem Holmens-Kirkegard in Kopenhagen beigesetzt.

## Filmografie
- 1962: Weekend
- 1962: Feine Leute – so wie wir (Den kære familie)
- 1962: Das tosende Paradies (Det tossede Paradis)
- 1964: Premiere i Helvede
- 1964: Don Olsen kommer til byen
- 1964: Jungfernstreich (5 mand og Rosa)
- 1965: Die Verkommenen (Morianerna)
- 1966: Ih, du forbarmende
- 1966: En krone på højkant
- 1967: Jeg – en marki
- 1967: Minirock und Kronjuwelen (The Jokers)
- 1967: Sie treffen sich, sie lieben sich, und ihr Herz ist voller süßer Musik (Mennesker mødes og sød musik opstår i hjertet)
- 1968: Die Olsenbande (Olsen-banden)
- 1968: De røde heste
- 1969: Mig og min lillebror og Bølle
- 1969: Manden der tænkte ting
- 1970: Giv Gud en chance om søndagen
- 1971: Tatort – Kressin stoppt den Nordexpress
- 1972: Farlige kys
- 1976: Piger i trøjen 2
- 1976: Hjerter er trumf
- 1980: Kvindesind
- 1983: Med lille Klas i kufferten
- 1984: Bag jalousien
- 1989: Eine Handvoll Zeit (En håndfull tid)
- 1990: Piger er en plage!
- 1998: Karrusel (Fernsehserie)